# Maurice Perrin
Pour les articles homonymes, voir Maurice Perrin (homonymie) et Perrin.
Maurice Perrin (21 mai 1875 à Rambervillers - 18 octobre 1956 à Nancy) était professeur de médecine à Nancy.

## Origine familiale

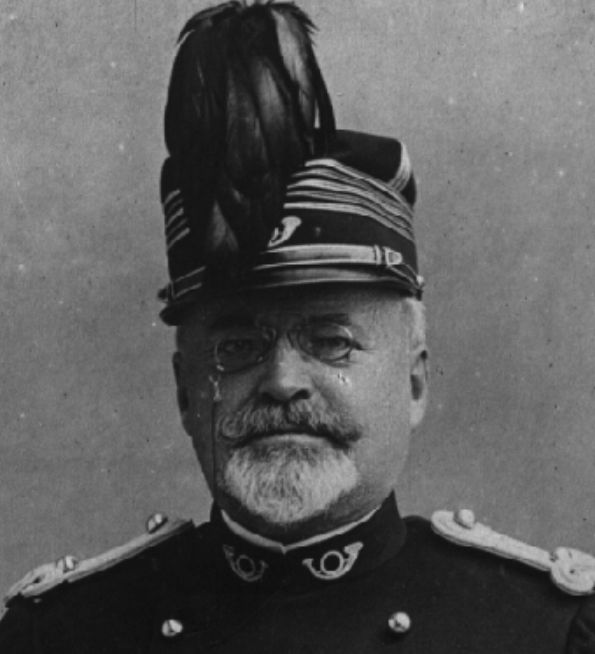
Ernest Perrin, père de Maurice Perrin, conservateur des eaux et forêts

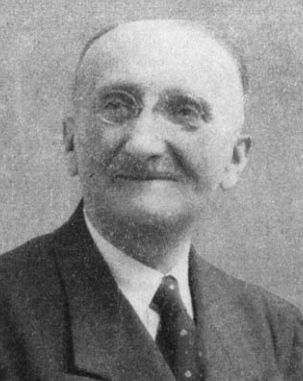
Henri Perrin, frère de Maurice Perrin, professeur à l'École nationale des eaux et forêts

Issu d'une famille vosgienne propriétaire de forêts, fils d'Ernest Perrin (1844-1920), conservateur des eaux et forêts et de Marie Triboulot (1854-1923), Maurice Nicolas Just Perrin est l'un des oncles du député de Nancy François Valentin. Il a pour frère Henri Perrin (1883-1959), chercheur et professeur en sylviculture à l'école nationale des eaux et forêts,.

## Professeur de médecine
Elève du collège libre des Vosges, il est d'abord étudiant à la faculté des lettres de Nancy. Il est licencié ès lettres (philosophie) à 19 ans, en 1894. Puis il se tourne vers la médecine, sous l'influence d'un de ses oncles, professeur agrégé. 
Il est interne des hôpitaux en 1898 puis docteur en médecine en 1901. Sa thèse porte sur les polynérites. Agrégé de la faculté de Nancy en 1910, il est affecté à la clinique de la tuberculose où il reste pendant 25 ans. Il est titulaire de la chaire de thérapeutique et pharmacologie en 1925 à la faculté de médecine de Nancy. Il est professeur de Clinique médicale dans cette même faculté en 1936. Sa thèse en 1932 porte sur « l'Echinococcose alvéolaire du foie ». Ses publications sont très nombreuses : plus de 700 communications, notamment à la Revue médicale de l'Est, dès 1910. 
En 1940, il est doyen par intérim de la faculté de médecine et assume la direction de l'hôpital central. Il est élu en 1942 correspondant national de l'Académie nationale de médecine. Il prend sa retraite en 1943.

## Présidences
Il cumule de nombreuses présidences. Certaines sont liées à son métier. Il préside la société d'hydrologie et de climatologie de l'Est, dont il est le fondateur, la société de médecine de Nancy, la Fédération thermale et climatique des Vosges et de la région de l'Est, la société de prévoyance et de secours mutuels des médecins de Meurthe-et-Moselle. Il est aussi président d'honneur de la Ligue française contre le rhumatisme, vice-président de l'Association générale des médecins de France ainsi que membre du conseil général de l'ordre des médecins.
D'autres sont liées à ses convictions catholiques : il préside après la Seconde Guerre mondiale le comité de Nancy de la Société médicale Saint Luc, Saint Côme, Saint Damien (qui deviendra en 1963 le Centre Catholique des Médecins Français), et l'Union nationale des membres de l'enseignement public (fondée en 1925). Il a été aussi administrateur de la société des Habitations à bon marché (HBM) de Nancy dès 1914, membre du conseil central de la Ligue française pour le relèvement de la moralité publique,.
Il préside également, dans la deuxième moitié des années 1930 et à la Libération, le conseil d'administration de la Presse de l'Est, qui publie le quotidien nancéien de droite L'Éclair de l'Est, lié à la Fédération républicaine et à son président Louis Marin depuis 1925. C'est un journal lié aussi au monde catholique conservateur.
Il est membre de l'Académie de Stanislas à partir de 1945 : membre titulaire le 20 avril 1945, vice-président en 1954-1955 et président en 1955-1956.

## Mandat électoral et engagements politiques
Il est élu conseiller municipal URD de Nancy en juin 1933 à l'occasion d'une élection partielle, avec l'universitaire catholique François de Menthon, son colistier, professeur à la faculté de droit. Il figure en 1935 sur la liste républicaine des intérêts de Nancy, menée par Paul Daum au second tour, où voisinent des modérés, des candidats URD et des membres notoires des Jeunesses patriotes. Cette liste est battue par celle du maire sortant, le radical Camille Schmitt.
Il est membre de la Fédération républicaine et des Jeunesses patriotes. Il fait partie d'une structure nouvelle à Nancy, fondée fin 1933, le Centre lorrain d'action politique et sociale, qui a pour but, selon Maurice Perrin lui-même, « le groupement de tous les nationaux pour un effort commun vers la solution des grands problèmes de l'heure : tous les anti-cartellistes doivent y assister ». S'y rencontrent les cadres de la Fédération républicaine et les Jeunesses patriotes notamment.
Il est l'un des signataires en 1936 de l'appel du Rassemblement national lorrain et intègre le comité directeur de ce groupement « national » opposé au Front populaire. En février 1939, il préside l'une de ses réunions à Nancy ; elle est consacrée à la guerre d'Espagne, avec la présence de quatre parlementaires,  François Valentin (son neveu), Xavier Vallat, Emmanuel Temple et le chanoine Lucien Polimann.
Il figure en 1945 sur une liste menée par l'ancien maire Camille Schmitt aux élections municipales à Nancy. Il n'est pas élu au second tour, sur une liste remaniée.

## Services militaires
Mobilisé durant le premier conflit mondial comme médecin, il est promu médecin-major en 1922 et est fait chevalier de la Légion d'honneur en 1923. Il est promu colonel de réserve en 1936.